# Rica Erickson
Rica Erickson (født 10. august 1908, død 8. september 2009) var en australsk forfatter , naturalist og botanisk illustrator. Uden nogen formel videnskabelig uddannelse, skrev hun udførligt om botanik og fugle, slægtsforskning og generelt historie. Erikckson skrev 10 bøger og var medforfatter til yderligere 4 og fungerede som redaktør på 12 bøger. Herudover var hun forfatter og medforfatter på adskillige artikler m.v, der blev offentliggjort i populærvidenskabelige publikationer og leksika. 
Hun modtog en række priser og udmærkelser for sit livslange arbejde. I 1980 modtog hun en "honorary degree of doctor of letters" fra University of Western Australia for hendes forskning og arbejde indenfor botanikken. Same år blev hun udnævnt som årets borger i Western Australia i kategorien Kunst, kultur og underholdning og i 1987 modtog hun Order of Australia som en anerkendelse af hendes arbejde med kunst, særlig som forfatter og illustrator. Hun modtog i 2007 en personlig pris for hendes livslange arbejde med den australske kulturarv. 
1. ↑  Navnet er anført på engelsk og stammer fra Wikidata hvor navnet endnu ikke findes på dansk.